# Bartolomé de las Casas
Broder Bartolomé de Las Casas (født 1484 i Sevilla, død 1566 i Madrid) var dominikanermunk, præst og til sidst biskop i Mexicos Chiapasprovins. Han var bosætter og slaveejer i den nye verden, men blev præst på grund af hans voksende modstand imod slaveri og undertrykkelse af de Indianske folk i Cuba og Hispaniola. På grund af hans oplevelser af brutal tortur og folkedrab begået af spanske kolonister, skiftede han holdning og blev berømt som fortaler for indianernes rettigheder. Hans skrift En kortfattet beretning om ødelæggelsen af Vestindien giver et levende indtryk af conquistadorenes grusomheder især i Caribien, Mellemamerika og det nuværende Mexico, hvor han selv var vidne til de mange begivenheder, han beskriver.
Las Casas forklarede, at han efter sin ankomst til den nye verden støttede det barbariske misbrug af lokalbefolkningen, men snart blev overbevist om, at de rædselsfulde gerninger med tiden ville medføre en guddommelig straf, som ville føre til Spaniens eget fald. Han søgte at forklare kong Filip 2. af Spanien, at frem for at slå indianerne ihjel var det spaniernes ansvar at gøre dem kristne, hvorefter de ville blive loyale, spanske borgere. For at undgå at indianerne blev gjort til slaver, foreslog Las Casas i stedet, at afrikanere skulle transporteres til Amerika, men senere ændrede han også mening på dette område, da han så slaveriets effekt på afrikanerne.
Las Casas regnes i dag for indianernes apostel og byen San Cristóbal de las Casas i det sydlige Mexico er delvist opkaldt efter ham.